# Sainte-Marie-la-Robert
Sainte-Marie-la-Robert ist eine Gemeinde im französischen Département Orne in der Normandie. Sie gehört zum Kanton Magny-le-Désert und zum Arrondissement Alençon. 
Nachbargemeinden sind Vieux-Pont im Nordwesten, Boucé im Nordosten, Le Ménil-Scelleur im Südosten, Sainte-Marguerite-de-Carrouges im Südwesten und Saint-Martin-l’Aiguillon im Westen.

## Bevölkerungsentwicklung
| Jahr      | 1962 | 1968 | 1975 | 1982 | 1990 | 1999 | 2008 | 2015 | 2020 |
| --------- | ---- | ---- | ---- | ---- | ---- | ---- | ---- | ---- | ---- |
| Einwohner | 129  | 141  | 106  | 84   | 84   | 82   | 83   | 84   | 89   |